# Бирюков, Григорий Иванович
Григорий Иванович Бирюков (1919—1944) — старший лейтенант Рабоче-крестьянской Красной Армии, участник Великой Отечественной войны, Герой Советского Союза (1945).

## Биография
Григорий Бирюков родился в 1919 году в селе Почепное (ныне — Дмитриевский район Курской области) в крестьянской семье. Получил начальное образование. В 1939 году был призван на службу в Рабоче-крестьянскую Красную Армию. В 1940 году вступил в ВКП(б). В 1942 году окончил курсы «Выстрел». С того же года — на фронтах Великой Отечественной войны. К маю 1944 года старший лейтенант Григорий Бирюков командовал ротой 1001-го стрелкового полка 279-й стрелковой дивизии 51-й армии 4-го Украинского фронта. Отличился во время освобождения Севастополя.
9 мая 1944 года Бирюков одним из первых в своём подразделении прорвался на окраину Севастополя. Во время боя ротой под его командованием было уничтожено около роты и взято в плен 50 вражеских солдат и офицеров. Также подчинённые Бирюкова захватили 6 орудий, 4 миномёта, 8 пулемётов, ряд складов с продовольствием, оружием и боеприпасами.
Погиб 28 августа 1944 года во время боёв за освобождение Латвийской ССР. Был похоронен в городе Елгава.
Указом Президиума Верховного Совета СССР от 24 марта 1945 года старший лейтенант Григорий Бирюков посмертно был удостоен высокого звания Героя Советского Союза. Также был награждён орденами Ленина и Красной Звезды. В годы Советской власти Бирюков навечно был зачислен в коллектив Рижского электромеханического завода. Грамота о присвоении Бирюкову звания Героя была вручена на вечное хранение пионерской дружины школы села Почепное. В честь Бирюкова названа улица в посёлке Гвардейское Крымской области.